# 瞿
瞿（く）は、漢姓のひとつ。『百家姓』では326番目の名字である。2020年の中華人民共和国の統計では人数順の上位100姓に入っておらず、台湾の2018年の統計では240番目に多い姓で、1,151人がいる。

## 著名な人物
- 瞿秋白 - 中国の作家。中国共産党の政治家。
- 瞿友寧 - 台湾の映画監督。